# NGC 413
NGC 413 là một thiên hà xoắn ốc thuộc loại SB (r) c nằm trong chòm sao Kình Ngư. Nó được phát hiện vào năm 1886 bởi Francis Leavenworth. Nó được Dreyer mô tả là "cực kỳ mờ nhạt, khá nhỏ, rất ít mở rộng".